# Cecil Matthews
Cecil Henry Matthews (ur. 13 października 1914 w Christchurch, zm. 8 listopada 1987 w Auckland) – nowozelandzki lekkoatleta specjalizujący się w biegach długodystansowych, dwukrotny mistrz igrzysk Imperium Brytyjskiego.
Wystąpił w biegu na 5000 metrów na igrzyskach olimpijskich w 1936 w Berlinie, ale odpadł w eliminacjach.
Zwyciężył w biegu na 3 mile (przed Peterem Wardem z Anglii i Scottym Rankine’em z Kanady) oraz w biegu na 6 mil (przed Rankine’em i Wallym Haywardem ze Związku Południowej Afryki) na igrzyskach Imperium Brytyjskiego w 1938 w Sydney. Był zgłoszony również do biegu na milę, ale w nim nie wystąpił. Zwycięski bieg na 6 mil był jedynym oficjalnym występem Matthewsa na tym dystansie.

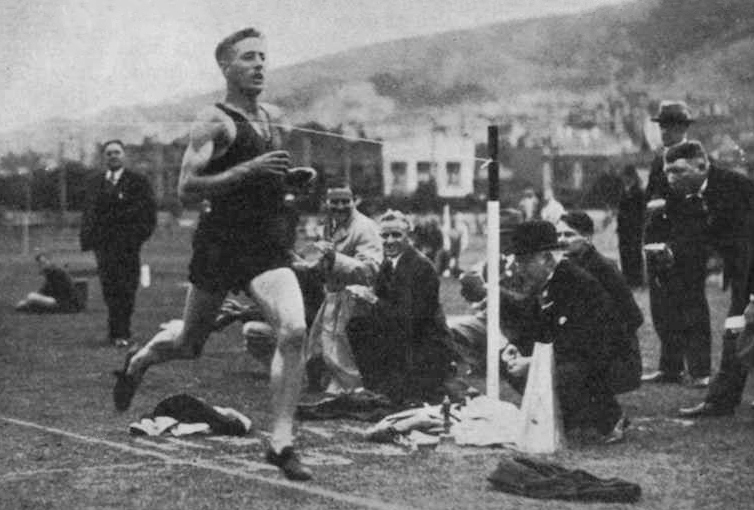
Matthews w 1938

Matthews był mistrzem Nowej Zelandii w biegu na 3 mile w 1935/1936 i 1937/1938.